# Trichoglottis angusta
Trichoglottis angusta är en orkidéart som beskrevs av Johannes Jacobus Smith. Trichoglottis angusta ingår i släktet Trichoglottis och familjen orkidéer. Inga underarter finns listade i Catalogue of Life.